# La Voz de Almería
La Voz de Almería ist eine spanische Tageszeitung. Sie wurde 1939 nach der Niederlage der spanischen Republik durch die Truppen des Putschgenerals Franco als Nueva España anstelle der freien Presse gegründet, später in Yugo umbenannt  und erhielt 1962 den heutigen Namen La Voz de Almería („Die Stimme von Almería“). Sie war die einzige, der Diktatur Francos und seines Zeitungskonzerns Cadena de la Prensa del Movimiento („Presse der Bewegung“) unterworfene Zeitung in der Region Almería. Sie behielt nach der „Transición“ (nach dem Tod Francos 1975) ihren Titel bei, erscheint in Almería und wird in der gesamten Provinz Almería gelesen. Überregional ist sie auch in Granada, Sevilla und den Küstenregionen von Murcia erhältlich. Sie ist Teil eines Medienkonzerns gemeinsam mit dem Rundfunksender Cadena SER Almería und dem Fernsehsender Almería Channel TV.
Täglich vertriebene rund 10.000 Exemplare werden von etwa 65.000 Menschen gelesen. La Voz de Almería ist damit die größte regionale Tageszeitung in der Provinz Almería.
In Almería werden zwei weitere Regionalzeitungen angeboten: Diario de Almería und Idealo.